# Roh hranic

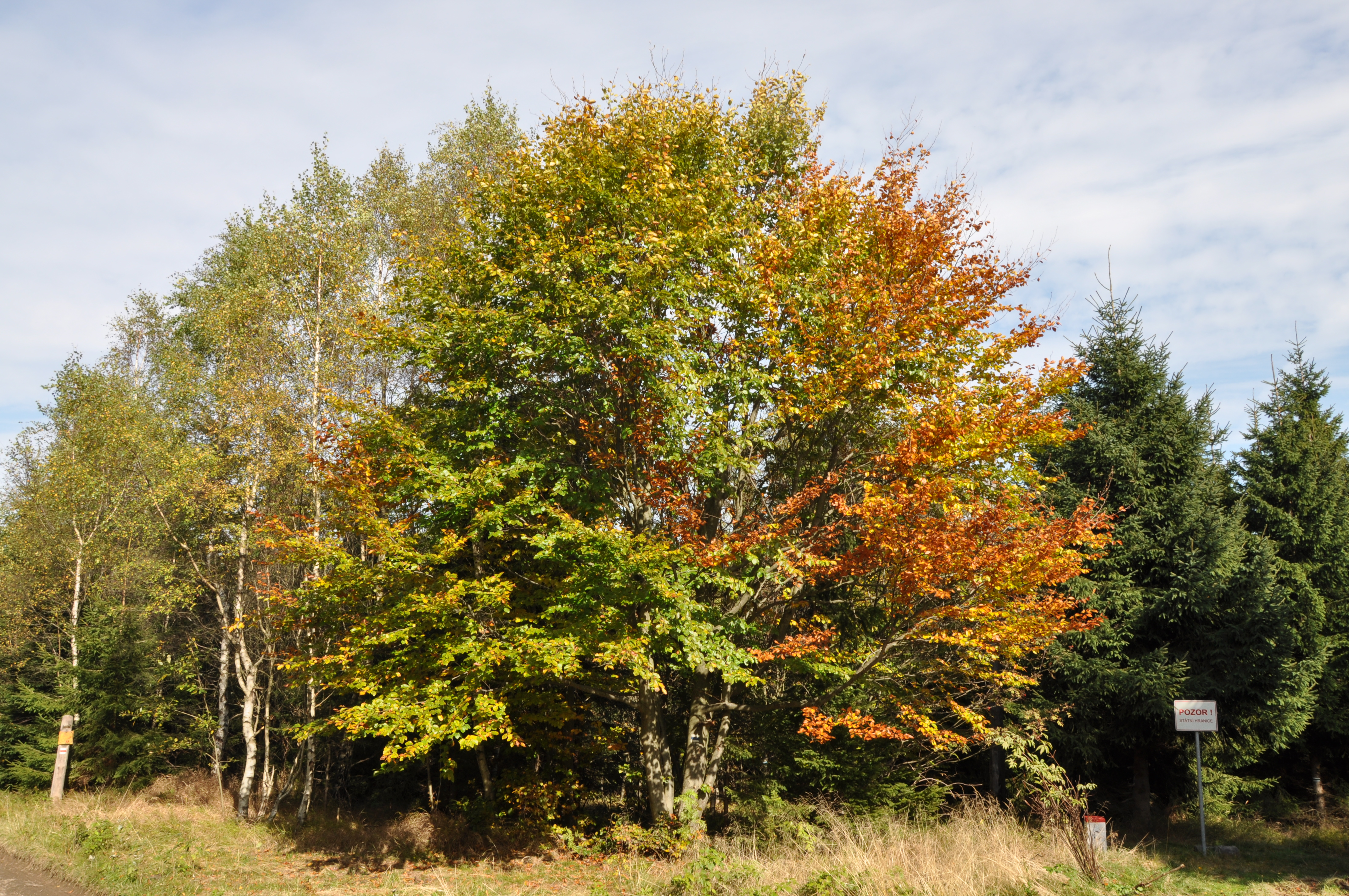
Roh hranic na podzim 2010.

Roh hranic (německy Petzel Eck) je rozcestí v České republice ležící v pohoří Krkonoše.
Místo zvané Roh hranic se nachází ve východních Krkonoších na severním svahu hory Mravenečník v místě, kde z ní severním směrem vybíhá rozsocha zvaná Čepel. Leží asi 3,5 km západně od Žacléře a 3,5 km severovýchodně od Horního Maršova. Okolní prostor je zalesněný a místo se nachází na území Krkonošského národního parku. Nejsou zde žádné stavby.
Své jméno místo dostalo podle pravoúhlého zalomení státní hranice mezi Českou republikou a Polskem. Hranice sem přichází od severu po hřebenu Čepele a odchází odtud východním směrem po severním úbočí Žacléřského hřbetu.
Roh hranic se nachází na hlavním evropském rozvodí Severního a Baltského moře, přičemž trasa rozvodí přibližně odpovídá trase státní hranice. České území je odvodňováno levými přítoky Úpy a polské levými přítoky Bóbru.
Přes Roh hranic procházejí pouze hůře sjízdné lesní cesty a pěšiny. Po hřebenu Čepele sem od severu přichází cesta kopírující státní hranici, po které je vedena česká červeně značená Cesta bratří Čapků z Krkonoš do Trutnova a zelená polská turistická trasa z Pomezních bud, která odsud klesá východním směrem po polském území do Královeckého sedla. Svůj začátek zde má modře značená turistická trasa 1824 vedoucí rovněž východním směrem, ale po českém území, do Žacléře.